# Federico Molina
Federico Molina Orta (Sevilla, 3 de mayo de 1932 - Sevilla, 23 de julio de 2000) fue un abogado y político español. 
Fue Alcalde de Huelva, por el partido Alianza Popular. 

## Biografía
De ascendencia onubense, tras realizar estudios de Derecho en la ciudad de Madrid llegó a Huelva en 1956 convirtiéndose en presidente de la Cámara Agrícola y, entre 1960 y 1970, en Alcalde de la ciudad. Intervino de manera activa para que el entonces Gobierno de Francisco Franco instalara un Polo de Promoción Industrial en terrenos de la Punta del Sebo. El Polo, junto con las conexiones por puente sobre los ríos Odiel y Tinto, cambiarían de manera radical la economía y fisonomía de la capital.
En vida fue distinguido con la Medalla de Oro de la ciudad (1972), y la Medalla de Oro y Presidencia Honoraria del Real Club Recreativo de Huelva.